# Дубровица (Львовская область)
Дубровица (укр. Дубровиця) — село в Ивано-Франковской поселковой общине Яворовского района Львовской области Украины.
Население по переписи 2001 года составляло 491 человек. Занимает площадь 2,584 км². Почтовый индекс — 81080. Телефонный код — 3259.